# Matthew G. Taylor
Matthew G. Taylor (ur. w Toronto) – kanadyjski aktor filmowy i telewizyjny, policjant, najlepiej znany z roli mutanta 'Matta Addisona' w filmie Resident Evil 2: Apokalipsa (2004).

## Filmografia
- 1998: Edison: The Wizard of Light jako Sandow (siłacz)
- 1998: Gdzie jest milioner? (Sleeping Dogs Lie) jako gliniarz ze złamanym nosem
- 1998: Był sobie złodziej (Once a Thief) jako Fife
- 1998: Ostatni Don 2 (The Last Don II) jako Ivar Larsson
- 1999: Detroit Rock City jako Chongo
- 2000: Sekta (The Skulls) jako Medoc
- 2000: Code Name: Eternity jako Nivik
- 2001: Mroczna dzielnica (Exit Wounds) jako Useldinger
- 2001-2002: Queer as Folk jako Zack O’Toole
- 2003: Pokolenie mutantów (Mutant X) jako Jack Martin
- 2003: Encrypt jako King
- 2003: Gothika jako Turlington
- 2004: Resident Evil 2: Apokalipsa (Resident Evil: Apocalypse) jako Nemesis
- 2005: Człowiek ringu (Cinderella Man) jako Primo Carnera
- 2006: Zabójczy numer (Lucky Number Slevin) jako Charakterystyczny (poza czołówką)